# Kelbung (Sepulu)
Kelbung is een bestuurslaag in het regentschap Bangkalan van de provincie Oost-Java, Indonesië. Kelbung telt 6249 inwoners (volkstelling 2010).